# 南満洲鉄道ケハ6型気動車
南満洲鉄道ケハ6型気動車（みなみまんしゅうてつどうケハ6がたきどうしゃ）は、かつて南満洲鉄道（満鉄）が保有していた機械式気動車であり、流線形の車体と、主機と重連総括制御可能な動力伝達装置を台車上に搭載する動力方式とを特徴としている。

## 導入の経緯
南満洲鉄道では近隣に小学校のない沿線の子弟の通学に貨物列車を必要箇所に適宜停車させてその輸送に充てていたが、運転上支障があることと、危険があることから1930年度に気動車18両を導入して通学輸送に充当したが、三等客車に比べ快適で、客室への煤煙の侵入がないため旅客にも好評で運転経費も安価であったため、1931年度以降正式に一般旅客の輸送取扱を開始している。
このような経緯で導入が進められた南満洲鉄道の気動車の多くは日本車輌製造製であったが、一部は大連工場でも製造されており、保有量数は1934年に83両、1937年には120両となり、この頃には列車運行キロが年間5百万 kmを超えるに至っていた。この間、当初採用されたガソリン機関に加えて、軽油もしくは重油を燃料とするディーゼル機関も使用され、機械式気動車のほか電気式気動車も導入されている。
しかしながら、都市近郊列車では利用客の増加により単行の気動車では輸送力が不足したことから蒸気機関車による短編成の区間列車を運行したが乗客の評判は芳しくなく、利用者の減少につながったため、これに代えて機械式気動車の2両重連運転を実施したが、機関士の技量面およびブレーキ装置の制約面から三重連での運転は不可とされた。一方で、短編成列車の運行を目的にジハ1型とジテ1型で採用された電気式は製造コストの高さが欠点とされた。
そのため、重連総括制御を可能としながら価格の低減と動力伝達効率の向上、重量の軽減、運転操作の容易化を図った新たな気動車を導入することとなり、流体継手と電磁制御式変速機とを組合わせた動力伝達方式で出力110 kWのディーゼル機関を搭載する本形式と、同出力のディーゼル機関と液体式変速装置を搭載するケハ7型201-202号車（1938年製）、出力75 kWのガソリン機関と流体継手、電磁制御式変速機を搭載するキハ4型101-102号車（旧形式ケハ5型301-302号車、1937年製）が開発されている。
本形式はまずジハ4型101-102号車として1937年7月に日本車輌製造本店で2両が製造されたが、その後1938年4月1日の車両称号改正に伴いケハ6型101-102号車となり、1940年にはさらに4両が導入されて計6両となっている。
| 形式     | 旧形式        | 製造      | 製造 | 機関           | 機関                                    | 機関   | 機関     | 変速装置 | 変速装置                  |
| 形式     | 旧形式        | 年        | 両数 | 種類           | 形式                                    | 出力   | 搭載位置 | 方式     | 構成                      |
| -------- | ------------- | --------- | ---- | -------------- | --------------------------------------- | ------ | -------- | -------- | ------------------------- |
| ジテ1型  | ジテ1型       | 1935年    | 6両  | ディーゼル機関 | Gebrüder Sulzer6LTD25型 新潟鐵工所K6D型 | 338 kW | 床上     | 電気式   | 満鉄式（レンプ式改）      |
| キハ4型  | ケハ5型       | 1937年    | 2両  | ガソリン機関   | ウォーケシャ6RB型                       | 75 kW  | 床下     | 機械式   | 流体継手 + 磁星式変速装置 |
| ケハ6型  | ジハ4型       | 1937-40年 | 6両  | ディーゼル機関 | 三菱8T 13.5/16型 三菱Y8150VD型          | 110 kW | 台車上   | 機械式   | 流体継手 + 磁星式変速装置 |
| ケハ7型  | （国ジハ3型） | 1938年    | 2両  | ディーゼル機関 | 三菱8150VDa型                           | 110 kW | 台車上   | 液体式   | フォイト式液体変速装置    |
| 1. 2. 3. |               |           |      |                |                                         |        |          |          |                           |

本形式は主機および動力伝達装置を台車上に搭載していることが特徴で、動力伝達装置に流体継手と「磁星変速機」と呼ばれる電磁制御式変速機を組合わせて3両までの重連総括制御を可能とした機械式気動車であり、主機および動力伝達装置は三菱重工業神戸造船所が、電気制御装置は三菱電機がそれぞれ製造を担当している。一方、ケハ7型は本形式と同じく主機および動力伝達装置を台車上に搭載しているが、動力伝達装置は流体継手とトルクコンバータを並列に接続したフォイト式液体変速装置を使用した液体式となっていた。また、台車に主機を搭載する方式は当時の欧州で床下に搭載できないサイズの主機を使用する気動車では広く採用されていた方式であり、例えば、1932年から製造されたドイツ国営鉄道877型（通称フリーゲンダー・ハンブルガー）およびその量産車である電気式急行用流線形気動車や、イタリアで約800両が導入された流線形機械式気動車（通称リットリナ）にも採用されており、こちらは1933年には1両2機関搭載の形式が、1937年には重連総括制御可能な形式が開発されている。
本形式の主機・動力伝達装置を担当した三菱重工業は、1936年に南満洲鉄道の依頼により気動車の研究を開始して磁星変速機および機関遠隔操作装置などを開発し、1937年には南満州鉄道向けの75 kW級および110 kW級気動車用のシンクレア流体継手と磁星変速機の組合わせによる動力伝達装置を神戸造船所にて製造しており、110 kW級用のものが本形式に搭載されるほか、出力75 kWの主機を搭載するキハ4型にもこの方式の動力伝達装置が搭載されている。また、同社では本形式のほか、ケハ5型201-206号車（旧形式国ジハ2型2201-2206号車、1936年製）の一部、ケハ3型202-205号車（旧形式国ジハ1型2101-2104号車、1936年製）およびケハ7型にディーゼル機関を供給しており、出力110 kWのものは、ケハ5型に東京機器製作所製で直噴式の8150VDが、ケハ7型にその改良型の8150VDaが搭載されている一方、本形式には神戸造船所製で予燃焼室式の8T 13.5/16と、その改良型であるY8150VDが搭載されており、出力75 kWのものはケハ3型に東京機器製作所製の6100VDが搭載されている。

## 車体
車体は動台車側から従台車側にかけて運転室兼機械室、乗降デッキ、客室、乗降デッキ、運転室の配置となっており、窓扉配置はE1D10D1で、全長は20357 mm、車体幅は客車より若干狭く、他の気動車と同等の2980 mm、屋根高は約4200-4300 mmであった客車より低く、日本国内の気動車と同水準の3540 mmで、床面高は機関床下搭載の他の気動車より約100 mm低い1180 mmとなっている。
正面は流線形の4枚窓（中央2枚は固定窓、外側2枚は2段窓）で、側面・前面と屋根の境界部が正面中央部に向かって下がる形態であり、車体床下には先頭部から側面乗降扉下のステップ部にかけて流線形のカバーが設置され、前照灯は屋根部中央に埋込式のものが1灯設置されており、車体塗装は軽快なものとすることとされて幕板・吹寄が山鳩色、ウィンドウ・シルと窓枠は油色、腰板および床下スカートは縹色となっていた。南満州鉄道では1934年製のケハ3型（旧形式ジハ2型、床下にも全面的にカバーを設置し側外板に軽合金を使用）、1935年製のジテ1型（1937年製の名古屋鉄道850系に類似の形態）といった流線形気動車を導入しているほか、パシナ型、パシハ型およびダブサ型流線形蒸気機関車も導入しており、本形式の形態はケハ7型と同一で、1936年から製造された鉄道省モハ52形に類似で、縦方向の後退角を若干強めたものとなっている。
乗降扉は幅700 mmの片引扉で下部には高さ290 mm・2段のステップが設置され、乗務員室扉は幅500 mmの内開扉、側窓は幅800 mmの一段窓で、窓ガラスは防曇のため間に乾燥空気の入った複層ガラスとなっているほか、窓上下部にはウィンドウ・シルのみが設置され、ウインドウヘッダーは省略されている。また、車体の前後車端部には小さなデッキが設置されており、デッキに手摺を設置した車両もあったほか、屋根上にはガーランド形ベンチレーター、主機・ストーブ・暖房用ボイラー各々の煙突が設置されている。
客室には2+2列のボックス式固定クロスシートが10ボックス配置され、従台車側端部の片側をトイレとして定員は76名となっており、暖房には機関の排気熱を利用するもので、酷寒期には座席1脚（4名分）を取外してストーブを追設するほか、従台車側運転室内に暖房用ボイラーを設置している。座席は背摺りが低く、肘掛も設置されないが、座面・背面ともにクッション付きのものとなっており、シートピッチは1300 mm、座席幅は1000 mmで、同時に製造されたケハ7型を含む南満洲鉄道の気動車で一般的な2 + 3列の配置ではなく、2 + 2列の配置であることと、同じく南満洲鉄道の気動車では一般的な中央運転台ではなく、左側運転台となっていることが特徴となっており、動台車側運転室兼機械室内には動台車上部に搭載された主機が張り出して、その上部空間は荷物室として使用された。
本形式は増解結の多い運用を想定しているため、連結器は制御回路と空気管を同時に連結できる電気連結器併設の小型密着連結器を装備している。

## 主要機器

### 機関
主機として8T 13.5/16型もしくはその改良型のY8150VD型を1基搭載しており、電磁弁3個を使用した遠方操作機により燃料噴射量を調整して機関を調速する。
8T 13.5/16型は直列8気筒・4ストローク・予燃焼室式で、シリンダー内径135 mm × 行程160 mm（排気量18.3 l）、機関重量1.5 tのもので、標準出力は110 kW / 1500 rpm、最大出力は 124 kW / 1600 rpmであり、燃料噴射ポンプ、燃料噴射装置、起動電動機、充電発電機などはBOSCH製であったほか、クランクケースはアルミ鋳物用合金であるシルミン製、ピストンは軽合金鍛造品であった。
8T 13.5/16型の改良型であるY8150VD型は1937年の三菱重工業自動車部門の東京機器製作所への統合に伴い、同所で開発されたもので、クランクケースの鋼製溶接架構化および整備性の向上を目的とした、シリンダー・シリンダーヘッドの4気筒一体型から2気筒一体型への変更を行っており、重量は1.8 tであった。なお、本機関は1939年の開発であるが製造実績が残されておらず、製造数は不明であるとされている。

### 変速機
動力伝達装置は主機に直結された三菱シンクレアTC-50型流体継手と三菱D15型磁星変速機で構成されるF-5型変速装置を装備しており、3両まで重連総括制御が可能で、最高運転速度は100 km/hとなっている。
三菱重工業の流体継手は同社が1930年にドイツのデシマーグよりフルカン・カップリングの、1936年にイギリスのハイドロリック・カップリング・パテントよりシンクレア流体継手のそれぞれ東洋における独占製作権を取得して製造販売をしたもので、本形式に使用されたTC-50型は南満洲鉄道の標準品として指定されている。このTC-50型をはじめとする、自動車、鉄道車両、クレーン等に使用されるT型流体継手は外部にオイルポンプと掬管を装備せず、継手内部にオイル溜を有してオイルが密閉される方式である。入力側の駆動羽根車の回転数が上がるとオイル溜のオイルが遠心力により継手内に移動して出力側の被動羽根車の回転数が上がり、一定回転数以上となるとオイルが完全に充填されて入出力軸間の滑りが2-3 %程度となる構造となっており、効率が高い、回転数の増加時に迅速に出力が増加する、撓性に富むため衝撃・振動等を吸収するため駆動系の保護と乗心地の向上が可能、車両が停車状態でも機関の最大出力を動輪に伝達可能、構造が簡単で堅牢、といった特徴を有している。
磁星変速機はフランスやイギリスの気動車で使用されていたコータル式変速装置の一部を三菱重工業で改良したもので、遊星歯車機構を2組備え、それらを電磁クラッチにより4段の変速を行う装置であり、本形式に装備されたD15型の伝達容量は735 Nmであった。コータル式変速装置は遊星歯車機構の内歯車を入力軸、遊星キャリアを出力軸とし、太陽歯車に2組の電磁クラッチを組込んで太陽歯車と変速機外枠間もしくは太陽歯車と遊星キャリア間を接続・開放することで変速・直結を切替える構造となっており、これを2組組み合わせ、下表の通り動作させて4段変速とするものを標準的な構成としている。
|              |       | 入出力軸 | 入出力軸 | 入出力軸     | 電磁クラッチ        | 電磁クラッチ                | 変速動作 | 変速動作   | 変速動作 | 変速動作 |
| 入力         | 中間  | 出力     | 変速     | 直結         | 1速                 | 2速                         | 3速      | 4速 (直結) |          |          |
| ------------ | ----- | -------- | -------- | ------------ | ------------------- | --------------------------- | -------- | ---------- | -------- | -------- |
| 遊星歯車装置 | 第1段 | 太陽歯車 | 内歯車   | 遊星キャリア | 太陽歯車-外枠間固定 | 太陽歯車-遊星キャリア間固定 | 変速     | 変速       | 直結     | 直結     |
| 遊星歯車装置 | 第2段 | 内歯車   | 太陽歯車 | 遊星キャリア | 太陽歯車-外枠間固定 | 太陽歯車-遊星キャリア間固定 | 変速     | 直結       | 変速     | 直結     |
|              |       |          |          |              |                     |                             |          |            |          |          |

### 制御機器等
制御回路には直流24 Vを使用しており、機関起動回路・制御回路・逆転回路・充電回路・知らせ灯回路・重連回路などで構成され、蓄電池容量は490 Ah、充電発電機は容量1.2 kWのもので、引通し線内での電圧降下を考慮して最大連結両数を3両までとしているほか、可能な範囲でケハ7型と制御機器の共通化を図っている。主幹制御器にはマスターコントローラーハンドル、逆転ハンドルと機関停止ボタンが設置されており、マスターコントローラーハンドルの操作により主機の制御と変速機の切換の両方を行うことが可能となっている。このほか、運転台にはブレーキ弁、主機の起動開閉器、計器類、機関運転・前進/後進・逆電流指示等の表示灯を設けた表示灯箱、電磁空気式の重連回路開放器用の操作スイッチ等が設置されている。
ブレーキ装置はA動作弁を使用するAMA自動空気ブレーキを装備しており、基礎ブレーキ装置は動台車、付随台車ともに両抱式の踏面ブレーキを装備し、ブレーキシリンダーは車体装荷となっている。

### 台車
動台車は主機と動力伝達装置を台車内に組込んでパワーユニットとしたもので、この方式は車体内台車上部に機器カバーが設置されるために客室が狭くなる、台車軸距が長くなるという欠点があるが、整備や故障の際には台車単位でパワーユニットを予備台車と交換できるために車両の非稼働時間を短縮できること、主機と動力伝達装置が車体から分離しているため、騒音・振動が抑制できることなどの利点があった。本形式の翌年に製造されたケハ7型ではドイツ国営鉄道のフリーゲンダー・ハンブルガーと類似のゲルリッツ式の動台車を装備していたが、本形式は鋳鋼製台枠のイコライザー式台車を装備している。
台車枠は内側台枠式で、鋳鋼製の側梁・中梁・端梁を組立てたものとなっている。車軸は車端側が従軸、車体中央側が動軸で軸距は従軸側1670 mm + 動軸側1580 mmとなっており、車輪径はいずれも840 mm、車体支持方式はスイングハンガー式で枕ばねは重ね板ばね、釣合ばねは二重コイルばねで、イコライザーが軸箱下部に連結されることが特徴となっている。主機および流体継手は台車枠の従軸側の、端梁と左右側梁の3点支持で搭載され、出力軸は中梁上を通ってその後部の左右側梁間に搭載された変速機を経由して動軸に装備された逆転機に至っており、消音器は車端側端梁前部に搭載されるが、煙突、ラジエーター等は車体側に搭載されている。
従台車は外側台枠式で一般的な形態のイコライザー式台車で、動台車と同じく車体支持方式はスイングハンガー式、枕ばねは重ね板ばね、釣合ばねはコイルばねとなっており、軸距は1000 mm + 1000 mmの2000 mm、車輪径は動台車と同じ840 mmとなっている。

## 運用
本形式は最初の2両が1937年秋に竣工して連京線の奉天 - 大石橋（だいせっきょう）間（157.1 km）などで試運転を実施した後に社線の区間運転に使用されることとなり、1937年度の使用実績は旅客列車使用日車数80.5日、総走行距離は旅客列車18.3 千km、稼働日あたりの1日1車平均走行距離は203.0 kmであった。また、4両が増備された1940年の9月には3両編成での試運転を実施しており、流体継手の温度が最高75 ℃、平均57 ℃に留まるなど良好な成績であったとされている。
1943年時点では全6両が大連埠頭局の大連機関区に配置されて、大連を中心に連京線および金城線でジハ1型、キハ3型とともに運行されており、その概要は下表の通りであった。同年4月に改正されたダイヤは「遅くとも正確主義」とされ、華北 - 満洲 - 朝鮮半島間の旅客輸送の増強や「海上輸送陸運転嫁」に対応した貨物の「増積」を目的としたものであり、当時すでに気動車のうち軽油動車の約1/5、揮発油動車の約1/3が「収容車」として非稼働の状態で、ケハ7型も2両全車が通年で収容車扱いであったが、本形式は検査・修繕に多くの日数を要していたものの、統計上1日平均で6両中2.3両が運用され、稼働日における1両あたりの平均走行距離は245.7 kmであり、その概要は下表の通りであった。
| 局 機関区             | 区間              | 路線/距離 (km)                                                          | 車両走行距離 (km) | 運行回数 (回)  | 燃料使用量 (l) | 燃料消費率 (l/km) | 併用形式/運行回数 (回)        |
| --------------------- | ----------------- | ----------------------------------------------------------------------- | ----------------- | -------------- | -------------- | ----------------- | ----------------------------- |
| 大連埠頭局 大連機関区 | 大連 - 瓦房店     | 連京線（大連 - 瓦房店）：105.0                                          | 127 902.8         | 1 221.6        | 37 857         | 0.30              | キハ3型：80.0                 |
| 大連埠頭局 大連機関区 | 大連 - 松樹       | 連京線（大連 - 松樹）：130.7                                            | 37 033.6          | 284.0          | 12 480         | 0.34              | キハ3型：82.0                 |
| 大連埠頭局 大連機関区 | 大連 - 城子疃     | 連京線（大連 - 金州）：32.5 金城線（金州 - 城子疃）：102.1              | 6 294.4           | 46.9           | 2 415          | 0.38              | キハ3型：187.4 ジハ1型：533.0 |
| 大連埠頭局 大連機関区 | 瓦房店 - 萬家嶺   | 連京線（瓦房店 - 萬家嶺）：41.3                                         | 38 698.1          | 937.0          | 16 035         | 0.41              | キハ3型：62.0                 |
| 大連埠頭局 大連機関区 | 大連 - 甘井子     | 連京線（大連 - 南間嶺）：15.5 甘井子線（南間嶺 - 大連甘井子埠頭）：11.9 | 758.8             | 28.0           | 260            | 0.34              | キハ3型：96.0                 |
| 合計 (1車1日平均)     | 合計 (1車1日平均) | 合計 (1車1日平均)                                                       | 211 687.7 (96.40) | 2 517.5 (1.15) | 79 047 (36.00) | 0.37              | キハ3型：507.4 ジハ1型：533.0 |
| 1. 2. 3. 4. 5. 6. 7.  |                   |                                                                         |                   |                |                |                   |                               |

| 形式 車種    | 総日車数 (日車) | 運用外 (日車) | 運用外 (日車) | 運用外 (日車) | 運用 (日車) | 運用 (日車) | 運用 (日車) | 運用 (日車) | 運用 (日車) | 運用 (日車) | 運用 (日車) | 運用 (日車) |
| 形式 車種    | 総日車数 (日車) | 検査 /修繕等  | 予備等        | 収容          | 特急        | 急行        | 普通        | 貨物 /荷物  | 軍用 /警備  | 工事        | 局用        | 入換        |
| ------------ | --------------- | ------------- | ------------- | ------------- | ----------- | ----------- | ----------- | ----------- | ----------- | ----------- | ----------- | ----------- |
| ケハ6型      | 2 196           | 812           | 524           | 2             | 0           | 0           | 858         | 0           | 0           | 0           | 0           | 0           |
| 揮発油動車計 | 41 237          | 4 398         | 13 272        | 13 195        | 0           | 0           | 10 035.5    | 0           | 0           | 0           | 193.5       | 0           |
| 軽油動車計   | 5 856           | 2 258         | 730           | 1 100         | 0           | 0           | 1 657       | 0           | 0           | 0           | 110         | 0           |
| 重油動車計   | 2 562           | 779           | 417           | 305           | 0           | 0           | 1060.5      | 0           | 0           | 0           | 0.5         | 0           |
| 重油機関車計 | 1 464           | 550           | 251           | 492           | 0           | 0           | 0           | 170.5       | 0           | 0           | 0.5         | 0           |
| 電気機関車計 | 1 809           | 85            | 667           | 0             | 0           | 0           | 0           | 0           | 0           | 0           | 0           | 1 057       |
| 蒸気機関車計 | 712 565         | 135 024.4     | 76 106.5      | 2101          | 0           | 15 532.9    | 65 060.2    | 280 288.5   | 11 011.2    | 13 107.9    | 3 771.8     | 110 560.6   |
| 1. 2. 3. 4.  |                 |               |               |               |             |             |             |             |             |             |             |             |

| 形式 車種    | 総走行距離 (千km) | 総走行距離 (千km) | 総走行距離 (千km) | 総走行距離 (千km) | 総走行距離 (千km) | 総走行距離 (千km) | 総走行距離 (千km) | 総走行距離 (千km) | 総走行距離 (千km) | 1日1車走行距離 (km/日車) | 1日1車走行距離 (km/日車) | 1日平均車数 (車) | 1日平均車数 (車) |
| 形式 車種    | 合計              | 特急              | 急行              | 普通              | 貨物 /荷物        | 軍用 /警備        | 工事              | 局用              | 入換              | 運用日数 あたり          | 総日数 あたり            | 運用日数 あたり  | 総日数 あたり    |
| ------------ | ----------------- | ----------------- | ----------------- | ----------------- | ----------------- | ----------------- | ----------------- | ----------------- | ----------------- | ------------------------ | ------------------------ | ---------------- | ---------------- |
| ケハ6型      | 210.8             | 0                 | 0                 | 210.8             | 0                 | 0                 | 0                 | 0                 | 0                 | 245.7                    | 96.0                     | 2.3              | 6.0              |
| 揮発油動車計 | 1 868.5           | 0                 | 0                 | 1.851.7           | 0                 | 0                 | 0                 | 38.7              | 0                 | 182.7                    | 45.3                     | 27.9             | 112.7            |
| 軽油動車計   | 390.9             | 0                 | 0                 | 388.3             | 0                 | 0                 | 0                 | 2.7               | 0                 | 221.1                    | 66.8                     | 4.8              | 16.0             |
| 重油動車計   | 260.9             | 0                 | 0                 | 260.9             | 0                 | 0                 | 0                 | 0.0               | 0                 | 246.0                    | 101.8                    | 2.9              | 7.0              |
| 重油機関車計 | 2.0               | 0                 | 0                 | 0                 | 2.0               | 0                 | 0                 | 0.0               | 0                 | 11.9                     | 1.8                      | 0.5              | 3.0              |
| 電気機関車計 | 83.7              | 0                 | 0                 | 0                 | 0                 | 0                 | 0                 | 0                 | 83.7              | 79.2                     | 46.3                     | 2.9              | 4.9              |
| 蒸気機関車計 | 117 851.4         | 0                 | 7 130.1           | 22 676.0          | 65 570.6          | 2 158.8           | 1 696.5           | 367.6             | 18 251.8          | 236.0                    | 165.4                    | 1364.2           | 1946.9           |
| 1. 2. 3. 4.  |                   |                   |                   |                   |                   |                   |                   |                   |                   |                          |                          |                  |                  |

南満洲鉄道ではディーゼル燃料として撫順炭鉱産のシェールオイルも使用しており、気動車の運行は燃料統制下においても継続されていたが、第二次世界大戦末期には運用中止となっていた。また、南満洲鉄道の気動車の戦後の状況は不明な点が多いが、1954-59年頃に撫順炭鉱の労働者輸送用電車に改造された機体が相当数に及んだする文献がある。

本形式の運用状況に関して残された記録は多くはないが、本形式をはじめとする南満洲鉄道の気動車に関し、当時南満州鉄道鉄道総局工作局工作課長であった吉野信太郎は
外国技術の粋を取入れこれを十分に消化したことは将来編纂さるべき車輌史の数頁を飾るであろう、現在会社の内燃動車は輌数の割に型式多く過渡期であり、ある意味においては雌伏時代である。（中略）我々は近き将来において欧米のそれにも劣らぬ動車が満洲の実状に即して発達することを期待している。
と述べており、立教大学教授（経済学）の林采成はこの記述なども参考にする形で、
これらの動車（注：ケハ6型、ケハ7型）は遠隔操作ができるだけでなく、三菱製150馬力ディーゼルを台車上に架して修繕、取替の便利を図り、外観的にも流線形車体として、色彩も山鳩色、油色、縹色の三段に分けきわめて軽快であった。とはいうものの、満鉄の内燃動車は「両数の割に型式多く過渡期」「雌伏時代」にあり、まだ満鉄独自の技術にもとづく特定のモデルが定着していなかった
全体的に見て、ディーゼル・エンジンの導入は本格化していない。技術的には蒸気機関車において最先端の水準に達したと評価できるものの、ディーゼルという新技術の導入と定着はなお未解決の課題であったと言わざるを得ない。
と述べている。